# Rajd Krakowski 1990
Rajd Krakowski 1990 – 15. edycja Rajdu Krakowskiego. Był to rajd samochodowy rozgrywany 28 kwietnia 1990 roku. Była to druga runda Rajdowych Samochodowych Mistrzostw Polski w roku 1990. Rajd składał się z szesnastu odcinków specjalnych. Podczas rozgrywania rajdu było deszczowa pogoda. Zwycięzcą został Marian Bublewicz, który wygrał czternaście OS-ów (jeden ex aequo), drugie miejsce zajął Paweł Przybylski (wygrał trzy OS-y, jeden ex aequo), na trzecim miejscu dojechał Andrzej Koper. Zespołowo wygrał Autoklub Rzemieślnik Warszawa przed Automobilklubem Podlaskim, trzecie miejsce zajął Automobilklub Krakowski.

## Wyniki końcowe rajdu[2][1]
| Miejsce | Kierowca          | Pilot              | Samochód                   | Czas    | Grupa Klasa |
| ------- | ----------------- | ------------------ | -------------------------- | ------- | ----------- |
| 1       | Marian Bublewicz  | Ryszard Żyszkowski | Mazda 323 4WD              | 55:42   | A-13        |
| 2       | Paweł Przybylski  | Krzysztof Gęborys  | Audi Coupé Quattro         | 57:16   | A-13        |
| 3       | Andrzej Koper     | Maciej Wisławski   | Volkswagen Golf II GTi 16V | 57:36   | A-13        |
| 4       | Lesław Orski      | Tomasz Chmiel      | Volkswagen Golf II GTi 16V | 59:08   | A-13        |
| 5       | Adam Grycan       | Jakub Mroczkowski  | Renault 11 Turbo           | 59:20   | A-13        |
| 6       | Ryszard Trzciński | Maciej Hołuj       | Peugeot 205 GTI            | 1:02:10 | N-04        |
| 7       | Marek Gieruszczak | Maciej Maciejewski | Toyota Corolla 1600 GT     | 1:02:27 | A-12        |
| 8       | Romuald Chałas    | Janusz Siniarski   | FSO Polonez 1600           | 1:03:52 | A-14        |
| 9       | Paweł Petrys      | Artur Skorupa      | FSO Polonez 1600           | 1:03:58 | A-14        |
| 10      | Piotr Kufrej      | Maria Wiechowska   | FSO Polonez 1600           | 1:04:09 | A-14        |